# Hôtel de ville d'Alès
L'hôtel de ville d'Alès est un édifice civil accueillant les services municipaux de la ville d'Alès, dans le département du Gard et la région Occitanie. Il est inscrit au titre des monuments historiques depuis 1963.